# Roman Szczepaniak
Roman Szczepaniak (ur. 19 listopada 1911 w Dusznikach k. Warty, zm. 6 stycznia 1991) – oficer rezerwy Wojska Polskiego i Armii Krajowej.

## Życiorys
Urodził się w rodzinie chłopskiej. Ukończył Seminarium Nauczycielskie w Rogoźnie. W zawodzie nauczyciela, z przerwami, pracował od 1935 do 1972. Na stopień podporucznika został mianowany ze starszeństwem z 1 stycznia 1936 i 886. lokatą w korpusie oficerów rezerwy piechoty.
W kampanii wrześniowej 1939 dowodził plutonem działek w 31 pułku piechoty. W Bełżcu dostał się do niewoli sowieckiej. Udało mu się uniknąć Katynia bowiem ukrył swój stopień oficerski, przyłączył się do grupy lwowiaków, których odsyłano do domu aby zdążyli wziąć udział w "głosowaniu, iż chcą dobrowolnie przyłączyć ziemie wschodnie Rzeczypospolitej do sowieckiej ojczyzny". Wkrótce udało mu się w Przemyślu przekroczyć granicę i dotrzeć do siostry, która mieszkała w Sędzicach k. Sieradza. Nawiązuje kontakt z por. Marcinem Stacheckim – komendantem Obwodu ZWZ, który zaprzysięga go nadając mu pseudonim "Szkolny" i mianuje komendantem IV Rejonu (gminy: Bartochów, Wróblew, Gruszczyce). W grudniu 1942 r. mianowano go zastępcą komendanta sieradzkiego Obwodu ZWZ-AK, a po zawieszeniu w czynnościach komendanta Obwodu – por. Czesława Dłubały, z dniem 1 XI 1943 r. obejmuje jego funkcję. Przypadkowo aresztowany 16 X 1943 r. w leśniczówce Andrzejów k. Zduńskiej Woli, ucieka szczęśliwie z aresztu w Korczewie. Latem 1944 r. Obwód sieradzki realizował przygotowanie Akcji "Burza". Ustalono punkty zborne dla plutonów, przygotowano miejsca dla spodziewanych zrzutów broni, wzmożono obserwację sieradzkiego poligonu niemieckich wojsk pancernych. Szczepaniak wówczas przebywał w gajówce Smok, a po aresztowaniu gajowego Tomczyka przeniósł się do schronu leśnego w gminie Gruszczyce, gdzie przebywał wraz z pocztem ochronnym do wejścia Sowietów do Sieradza, co nastąpiło w dniu 23 I 1945 r. Pod koniec okupacji niemieckiej został awansowany do stopnia kapitana.
17 sierpnia 1945 ujawnił się wraz z innymi członkami AK i zdał broń w koszarach byłego 31 pp. Podjął pracę jako kierownik szkoły w Charłupi Małej. Wielokrotnie go przesłuchiwali funkcjonariusze Urzędu Bezpieczeństwa, pozostawał pod stałym nadzorem tego Urzędu. W dniu 6 VII 1946 r. aresztowano go pod zarzutem przynależności do Konspiracyjnego Wojska Polskiego. Zwolniono go jednak 12 II 1947 r. W 1949 r. wyjechał do Dziwiszowa k. Jeleniej Góry, gdzie również pracował jako nauczyciel. W rodzinne strony wrócił w 1956 r. Ożenił się z Eugenią Wadas, z tego małżeństwa urodził mu się syn i córka. Zmarł 6 stycznia 1991. 
Był odznaczony Medalem „Za udział w wojnie obronnej 1939”, Krzyżem Partyzanckim i Krzyżem Armii Krajowej.